# Prueba de la mesa inclinada
La prueba de la mesa inclinada o prueba de la mesa basculante se usa en cardiología para encontrar la causa de cierto tipo de vértigo o de desmayo grave.

## Historia
El uso de la prueba de inclinación con mesa basculante para provocar síncope con fines de investigación es antiguo, pero como método diagnóstico del síncope vasovagal en la práctica clínica se inició en 1886.

## Descripción
La prueba de la mesa inclinada se utiliza principalmente para saber si el síncope vasovagal es la causa de desmayos e investigar otra posible causa.
Básicamente la prueba de la mesa inclinada se basa en inducir una reacción tipo vasovagal en el paciente.
El síncope vasovagal sucede en pacientes que inicialmente tienen una respuesta normal pero muestran una incapacidad para mantener la presión arterial y la perfusión cerebral debida a anormalidades de la regulación autonómica. El porcentaje de resultados positivos de la Prueba de inclinación en el grupo de pacientes con síncope oscila, en promedio, entre el 26% y el 75% de los casos.
El síncope vasovagal no debe ser confundido con la hipotensión ortostática la cual es manifestada durante la prueba por una súbita caída en la presión arterial tan pronto como el paciente es colocado en posición vertical. 
Si la presión arterial cae demasiado bajo, no habrá flujo de sangre al cerebro y la persona se desmayará. Cuando la persona se desmaya se le pone inmediatamente en una posición horizontal así es más fácil que la sangre logre llegar al cerebro y la persona despierte.

## Procedimiento
Se le pide al paciente que se recueste en una mesa especial con capacidad de inclinación y es sujetado por medio de correas de seguridad tanto sobre el pecho como por las piernas, de la misma manera que es usado para una persona que ha perjudicado su médula espinal. Esta mesa permite poner al paciente de una posición horizontal total a una posición vertical total, sin ningún esfuerzo para él. 
Se le inserta un catéter intravenoso en un brazo y un brazalete para medir la presión arterial en el otro, se le ponen una serie de electrodos en el pecho para monitorear el ritmo cardiaco con un aparato electrocardiógrafo para obtener electrocardiogramas en todo momento de la prueba y así conocer la respuesta cardiaca en tiempo real. Al iniciar, el paciente estará recostado boca arriba sobre la mesa en posición horizontal. Después el médico inclinará la mesa hasta que la cabeza del paciente quede en posición vertical, entre 60 y 80 grados y permanece así durante 20 o 30 minutos con monitoreo del ritmo cardiaco y la presión arterial antes de regresarlo a la posición horizontal. En este periodo inicial no se utiliza ningún tipo de fármaco (Fase I). En esta fase el paciente deberá informar al médico si se presentan los mismos síntomas previos a un desmayo habitual. Si al finalizar esta etapa no se presentaron síntomas clínicos ni alteraciones de la presión arterial o la frecuencia cardíaca, se vuelve al paciente a la posición supina y se inicia una segunda etapa en la cual se utiliza una provocación farmacológica (Fase II), usualmente con isoproterenol (cloruro de isoproterenol, un broncodilatador que actúa como amina simpaticomimética), que le es aplicado por vía venosa al paciente, o con nitratos sub-linguales asociados de nuevo al mismo grado de inclinación de la primera fase.

## Resultados
Según responda el paciente y los resultados obtenidos con el equipo de diagnóstico empleado, se pueden obtener los siguientes resultados.
- Causa cardiaca: Trastorno en el ritmo cardiaco (arritmias), síndrome coronario agudo (angina o infarto al miocardio), problemas de las válvulas del corazón o embolia pulmonar.

- Causa no cardiaca: Elevación o disminución brusca de la presión arterial síncope vasovagal, crisis convulsivas, isquemia cerebral transitoria, hipotensión ortostática o migraña.

- Causa desconocida: aproximadamente en un 14% de los casos no es posible detectar el origen de los desmayos con esta prueba.

- Resultado negativo, el paciente no padece alguna disfunción vascular que cause sus síntomas.

La prueba es considerada positiva y terminada si la persona se desmaya o llega a estar a punto de desmayarse. De ser positiva esta prueba, se iniciará un tratamiento farmacológico prescrito por un cardiólogo, es decir, recetará medicamentos que ayudarán a controlar el problema.